# Ирарагорри, Хосе
Хосе Ирарагорри (исп. José Iraragorri Ealo; 16 марта 1912, Басаури, Страна Басков — 27 апреля 1983, Гальдакано, Страна Басков) — испанский футболист, нападающий. Участник Чемпионата мира 1934 года.

## Карьера в клубе
Родился в Басаури, Страна Басков. С 1929 по 1936 год выступал за местный «Атлетик Бильбао», с которым четыре раза выиграл Кубок Испании и чемпионат.
Во время Гражданской войны в Испании, вместе со сборной Страны Басков по футболу, участвовал в турне по Европе и затем Мексике. После окончания турне, Ирарагорри вместе с Исидро Лангара и Анхелем Субьето стал игроком «Сан-Лоренсо де Альмагро», где провёл два сезона.
В 1943 году стал игроком «Реал Эспанья», перед тем как окончательно вернутся в Бильбао, где и завершил карьеру в 1949 году.

## Карьера в сборной
Провёл 7 матчей за национальную сборную Испании. На Чемпионате мира 1934 отличился голом в матче группового этапа против сборной Бразилии.

## Карьера тренера
Тренерскую карьеру начал с клуба «Баракальдо», затем шесть лет тренировал родной «Атлетик». Затем на короткое время был главным тренером «Вальядолида» и «Сельты».

## Достижения
- Победитель чемпионата Испании: 1929/30, 1930/31, 1933/34, 1935/36[6]
- Обладатель Кубка Испании: 1929/30, 1930/31, 1931/32, 1932/33[6]
- Обладатель Кубка Испании: 1949/50[7]
- Обладатель Кубка Эвы Дуарте 1950/51[7]